# IBM SSEC

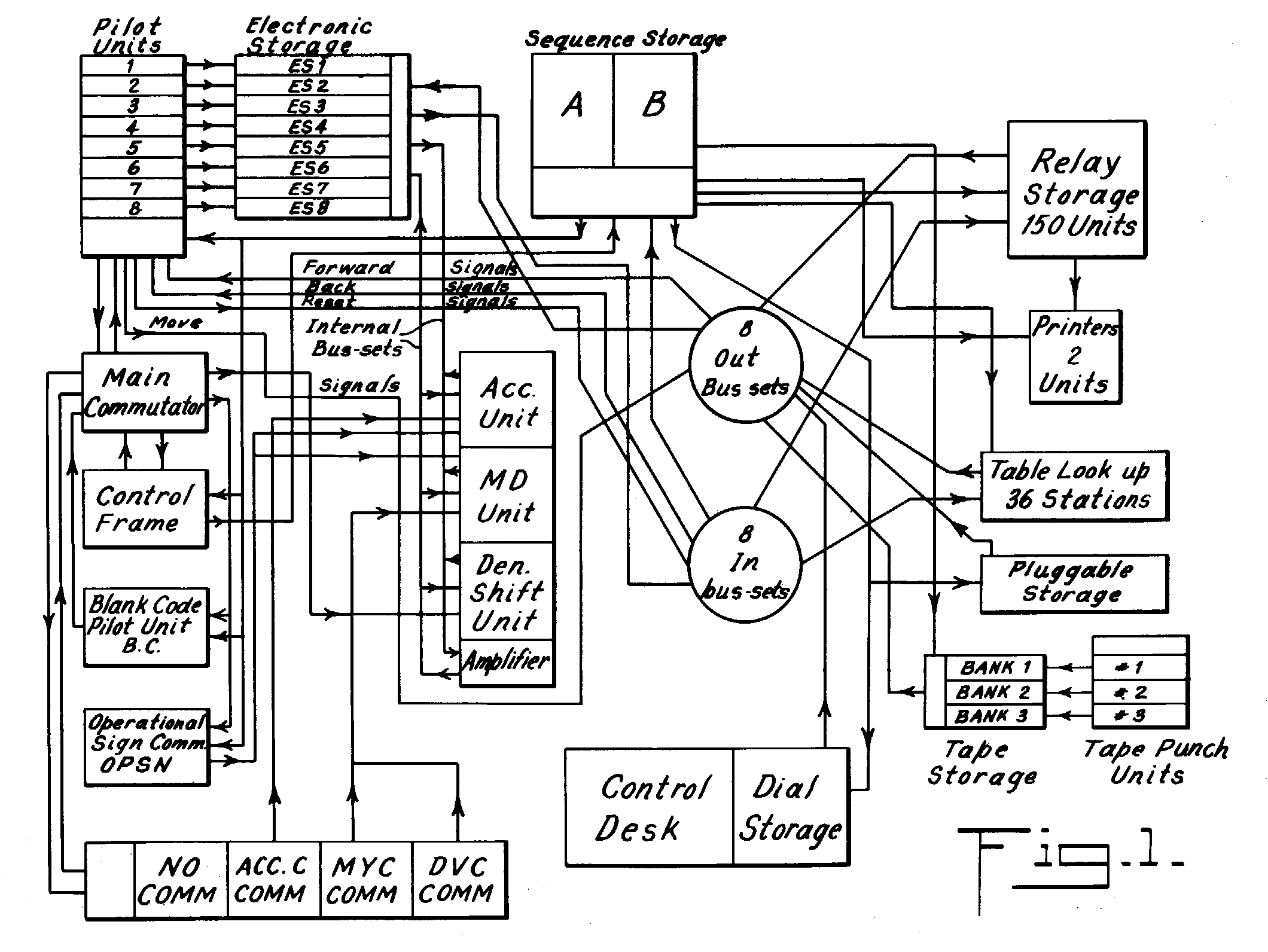
Diagramme de l'IBM SSEC

Le IBM Selective Sequence Electronic Calculator (IBM SSEC) était un ordinateur électromécanique construit par IBM. Sa conception débuta en 1944 et il fut opérationnel de 1948 à 1952.
Cet ordinateur avait plusieurs des caractéristiques d'un ordinateur à programme enregistré et il a été le premier ordinateur à traiter ses instructions comme des données, mais il n'était pas complètement électronique.
Bien qu'il ait été utilisé pour des applications importantes, le SSEC est rapidement devenu désuet. Étant le plus gros ordinateur électromécanique jamais construit, sa principale contribution a été la publicité et la crédibilité qu'il a procurées à IBM.

## Référence
1. ↑  (en) C. J. Bashe, W. Buchholz, G. V. Hawkins, J. J. Ingram et N. Rochester, « The Architecture of IBM’s Early Computers », IBM Journal of System Development, vol. 25, no 5,‎ septembre 1981, p. 363–376 (DOI 10.1147/rd.255.0363, lire en ligne) :« The SSEC was the first operating computer capable of treating its own stored instructions exactly like data, modifying them, and acting on the result. »

## Source
- (en) Cet article est partiellement ou en totalité issu de l’article de Wikipédia en anglais intitulé « IBM SSEC » (voir la liste des auteurs).